# Des filles et des flingues
Des filles et des flingues (Booze, Broads & Bullets) est le sixième volet de la série de comics Sin City de Frank Miller. Il a été publié aux États-Unis par Dark Horse Comics. En France, l'album est publié par Vertige Graphic en mars 1999 et par Rackham en avril 2003.

## Histoires
Ce tome regroupe 11 histoires courtes.
- Just Another Saturday Night (tirée de Sin City #1/2 également parue aux États-Unis en août 1997 dans Just Another Saturday Night) : Un samedi soir, Marv qui vient d'avoir un accident, essaie de remémorer sa soirée...
- Fat Man et Little Boy (Fat Man and Little Boy)[2] (tirée de Lost, Lonely, & Lethal, parue aux États-Unis en décembre 1996)
- Le client a toujours raison (The Customer is Always Right) (tirée de The Babe Wore Red and Other Stories, parue aux États-Unis en novembre 1994) : Pendant une soirée, un homme aborde une femme...
- Silent Night[3] (tirée de Silent Night, histoire courte de 15 pages parue aux États-Unis en novembre 1995)
- Et derrière la porte numéro 3 (And Behind Door Number Three?) (tirée de The Babe Wore Red and Other Stories, parue aux États-Unis en novembre 1994)
- Yeux bleus (Blue Eyes) (tirée de Lost, Lonely, & Lethal, parue aux États-Unis en décembre 1996)
- Rats (tirée de Lost, Lonely, & Lethal, parue aux États-Unis en décembre 1996)
- Fille à papa (Daddy's Little Girl) (tirée de A Decade of Dark Horse #1 puis réimprimée dans Tales to Offend #1)
- Fausse route (Wrong Turn) (tirée de Sex & Violence, parue aux États-Unis en mars 1997)
- Le mauvais train (Wrong Track) (tirée de Sex & Violence, parue aux États-Unis en mars 1997)
- La fille en rouge (The Babe Wore Red) (tirée de The Babe Wore Red and Other Stories, parue aux États-Unis en novembre 1994)

## Résumé
Surnommée « Yeux Bleus » (« Blue Eyes »), Delia est une apprentie tueuse à gages qui accomplit, parfois avec difficultés, ses premiers contrats. De son côté, Marv, le chevalier solitaire, peine à se remémorer sa soirée précédente...
Les histoires Le client a toujours raison et Just Another Saturday Night sont adaptés au cinéma dans Sin City et Sin City : J'ai tué pour elle.

## Personnages présents
- Delia « Blue Eyes »
- Nancy Callahan
- Le Colonel
- Gail
- Goldie
- John Hartigan
- Douglas Klump
- Manute
- Marv
- Dwight McCarthy
- Miho
- Shellie
- Burt Schlubb
- Wendy